# Wolgye-dong
Wolgye-dong (koreanska: 월계동) är en stadsdel i stadsdistriktet Nowon-gu i Sydkoreas huvudstad Seoul.

## Indelning
Administrativt är Wolgye-dong indelat i:
| Namn    | Namn               | Yta km² | Invånare 31 dec 2020 |
| ------- | ------------------ | ------- | -------------------- |
| 월계1동 | Wolgye 1(il)-dong  | 1,16    | 23 085               |
| 월계2동 | Wolgye 2(i)-dong   | 1,94    | 27 615               |
| 월계3동 | Wolgye 3(sam)-dong | 1,17    | 30 790               |